# اف‌ام-۲۰۳۰
اف ام-۲۰۳۰ با نام اصلی فریدون م اسفندیاری (۲۳ مهر ۱۳۰۹ بروکسل – ۱۸ تیر ۱۳۷۹ نیویورک) نویسنده، معلّم، فیلسوف، نظریه‌پرداز ترابشریت، مشاور و آینده‌پژوه بود. وی به عنوان نظریه‌پرداز ترابشریت با نگارش کتاب «آیا شما یک ترابشر هستید؟: پیشرفت و کنترل رشد فردی در یک دنیای پر تغییر» که در سال ۱۳۶۸ به چاپ رسید، به شهرت رسید. او همچنین تعدادی کتاب با موضوع‌های تخیلی را با نام واقعی ف.م. اسفندیاری به چاپ رسانده‌است.

## زندگی
فریدون اسفندیاری فرزند یک دیپلمات ایرانی به نام عبدالحسین صدیق اسفندیاری  و نوه اسدالله یمین اسفندیاری (دیپلمات و سناتور)  بود. مسافرت‌های پی در پی و مستمرّ او در دوران کودکی باعث شد تا در سن یازده سالگی در هفده کشور مختلف زندگی کرده باشد. وی در دوران جوانی، به عضویت تیم ملی بسکتبال ایران در بازیهای المپیک ۱۹۴۸ لندن درآمد. همچنین در بین سال‌های ۱۳۳۲ تا ۱۳۳۴ عضو کمیسیون صلح فلسطین در سازمان ملل متحد بود. فریدون اسفندیاری چهار خواهر و برادر داشت و یک فیلم مستند در بارهٔ وی با نام «آیا شما یک ترابشر هستید» ساخته شده‌است.
در هجدهم تیر ماه ۱۳۷۹، مصادف با هشتم ژوئیه سال ۲۰۰۰ میلادی، او بر اثر سرطان لوزالمعده درگذشت و جسد او تا به امروز به روش سرمازیستی در بنیاد ادامه حیات آلکور در سکاتزدیل، آریزونا نگه‌داری می‌شود. او در زمان مرگ توافق‌نامه‌ای برای انجام این کار نداشت، بنابراین هیچ‌کدام از اعضای تیم آلکور در زمان مرگ او، بر بالینش حاضر نبودند. او اولین فردی بود که از تکنولوژی جدید سرماسپاری با استفاده از موادمحافظ سرمازدگی سود برد. او در نیواسکول، دانشگاه کالیفرنیا لس‌آنجلس و دانشگاه بین‌المللی فلوریدا به تدریس پرداخت و در سمت مشاور شرکت‌های لاک هید و جی سی پنی نیز به فعالیت مشغول بود.

## نظریات
فریدون م. اسفندیاری به دو دلیل نام خود را به ف.م. ۲۰۳۰ تغییر داد. اول آنکه این نام نشان دهندهٔ امید و اعتقاد او به زندگی و برگزاری یکصدمین جشن تولد خود در سال ۲۰۳۰ میلادی است. دوم و مهم‌تر از آن، به جهت درهم شکستن شیوه‌های مرسوم نامگذاری که وی آن را ریشه در ذهنیت جمعی، و تنها اثری از گذشته قومیتی افراد می‌دانست، است. او نام‌های سنتی را به عنوان برچسب‌های هویت جمعی می‌دانست که بر اساس جنسیت و ملیت از فردی به فرد دیگر تفاوت دارند؛ بنابراین نام‌های سنتی به عنوان عناصر فطری (ابتدایی) فرایندهای فکری ساختار فرهنگ بشری، به پیشداوری، جناح گرایی و تبعیض، تنزل می‌یابد.
به گفته خود او، اسامی رایج بیانگر گذشتهٔ اجدادی، قومیتی، ملیتی و مذهبی افراد هستند. "من همان آدم ده سال پیش نیستم و مطمئن‌ام کسی نیستم که در بیست سال آینده خواهم بود. نام ۲۰۳۰ نشانگر اعتقاد من به این است که سال‌های محدودهٔ زمانی ۲۰۳۰ در قرن بیست و یکم، سالهایی جادویی خواهد بود. ۲۰۳۰ زمانیست که هیچ کس سالخورده نیست، و هر انسانی شانس بزرگی برای زندگی ابدی خواهد داشت. ۲۰۳۰ یک رویا و یک هدف است. بسیاری از پیش‌بینی‌های اف ام ۲۰۳۰ در مورد پیشرفت‌های اجتماعی از سال ۱۳۴۹ تا اوایل قرن بیست و یکم میلادی به‌طور چشمگیری به اثبات رسید. او اعتقاد داشت که علی‌رغم تلاش نخبگان محافظه‌کار برای اجرا و تلقین باورهای سنتی، پویایی ذاتی تمدن مدرن جهانی چنین تغییراتی را به وجود میآرود. او لقاح مصنوعی، و اصلاح نقایص ژنتیکی را در سال ۱۳۵۶ و در سال ۱۳۵۹، و گفتگوی جمعی از راه دور، پزشکی از راه دور، و خرید از راه دور را پیش‌بینی کرده بود، وی یک گیاهخوار مادام العمر بود و می‌گفت هیچ‌گاه موجود زنده‌ای که مادری دارد را نخواهد خورد.
او می‌گفت: «من انسان قرن بیست و یکم هستم که به‌طور تصادفی در قرن بیستم فرود آمده‌ام. من نوستالژی عمیقی نسبت به آینده دارم.»

## کتاب‌ها
تخیلی:
روزقربانی ۱۳۳۸
بگار ۱۳۴۴
کارت هویت ۱۳۴۵
غیرتخیلی:
آپ وینگرز- یک مانیفست آینده نگری ۱۳۵۲
Telespheres 1356
خوشبینی: رادیکالیسم در حال ظهور ۱۳۴۹
آیا شما ترابشر هستید؟ ۱۳۶۸